# Hel Braun
Helene (Hel) Braun (3 de juny de 1914 - 15 de maig de 1986) va ser una matemàtica alemanya especialitzada en teoria de nombres i formes modulars. La seva autobiografia, The Beginning of A Scientific Career, descrivia la seva experiència com a científica que treballava en un camp dominat per homes en aquell moment, al Tercer Reich.
És coneguda per demostrar la convergència de la sèrie Eisenstein.
Braun va estudiar matemàtiques a la Universitat de Marburg del 1933 al 1937. El 1937 va treballar amb Carl Ludwig Siegel a Frankfurt per estudiar la descomposició de formes quadràtiques en sumes de quadrats. La seva dissertació, Über die Zerlegung quadratischer Formen in Quadrate, també va ser supervisada per Georg Aumann. Després de completar aquest treball, la va assumir com a ajudant científic abans que es convertís en professora de ple dret ensenyant la teoria de les formes hermites el 1940. Va ser professora a la Universitat de Göttingen el 1941 i va ser professora titular el 1947. Del 1947 al 1948, va ser membre de l’ Institut d’Estudis Avançats. El 1951, Braun es va mudar i es va convertir en professora a la Universitat d'Hamburg, on va conèixer i treballar amb Emil Artin i altres matemàtics de l'època reconeguts internacionalment.
Braun no es va casar mai, però als anys seixanta, mentre era professora a la Universitat d'Hamburg, compartia apartament amb Emil Artin, i la seva relació era equivalent al matrimoni segons tothom que els coneixia. Després de retirar-se el 1981, va viure la resta de la seva vida a Hamburg.

## Publicacions seleccionades
Una llista de les publicacions d'Hel Braun va ser publicada per Helmut Strade a les Comunicacions de la Societat Matemàtica d'Hamburg, Volum XI, Número 4, 1987. Va escriure dos llibres:
- Braun, Hel; Koecher, Max. Jordan-Algebren. 128.  Berlín: Springer-Verlag, 1966. ISBN 3-540-03522-2.[7]
- Braun, Hel. Eine Frau und die Mathematik 1933–1940: der Beginn einer wissenschaftlichen Laufbahn.  Berlín: Springer-Verlag, 1989. DOI 10.1007/978-3-642-75427-2. ISBN 3-540-52166-6..[3]